# Maulbrütender Kampffisch
Der Maulbrütende Kampffisch (Betta pugnax) ist ein asiatischer Süßwasserfisch aus der Gruppe der Labyrinthfische (Anabantoidei), der im Westen der Malaiischen Halbinsel und auf Penang und Pulau Langkawi in der Straße von Malakka, sowie möglicherweise auch im Süden der Malaiischen Halbinsel, auf Bangka und Belitung und in einem kleinen Gebiet im Westen von Sumatra (Provinz Jambi) vorkommt. Die Art gilt als ungefährdet.

## Merkmale
Die Fische erreichen eine Länge von 9 bis 10 cm. Sie haben einen gestreckten, seitlich leicht abgeflachten Körper, einen zugespitzten Kopf und einen hohen Schwanzstiel. Das Rückenprofil ist nur leicht gebogen. Die Rückenflosse liegt hinter der Körpermitte. Die Grundfärbung des Maulbrütenden Kampffisches ist variabel und kann braun bis gelbbraun, rotbraun oder blaugrau sein. Auf den Körperseiten von der Schnauze bis zur Schwanzbasis befinden sich zwei Längsbinden, die oben und unten gelbbraun begrenzt sind. Nacken und Kopfoberseite sind gelbbraun. Die Flossen sind gelblich und braun getupft. Bei den Männchen sind die unpaaren Flossen und die Bauchflossen verlängert und spitz ausgezogen. Die Afterflosse hat einen schwarzen Saum, darunter liegt ein schmales rotes Band. Ihre Kopfunterseite glänzt metallisch grün. Die Weibchen sind weniger farbig, die Bauchflossen sind kurz, Rücken- und Schwanzflosse sind abgerundet.
- Flossenformel: Dorsale I–II/7–10, Anale II/22–26, Pectorale 12, Ventrale I/5.[3]
- Schuppenformel: mLR: 28–31.

## Lebensweise
Der Maulbrütende Kampffisch bewohnt kleine, langsam bis schnell fließende kleine Flüsse und Bäche und hält sich bodennah vor allem unter überhängender Ufervegetation, zwischen versunkenen Ästen oder nah der Falllaubschicht auf. Die Eier werden vom Männchen bis zum Schlupf der Jungfische im Maul geschützt.

## Systematik
Der Maulbrütende Kampffisch wurde im Jahr 1849 durch den dänischen Zoologen Theodore Edward Cantor unter der Bezeichnung Macropodus pugnax erstmals wissenschaftlich beschrieben. Als Typenfundort wurde die Insel Penang in der Straße von Malakka angegeben. Spätere Autoren ordneten die Art in die Gattung der Kampffische (Betta) ein, wo der Maulbrütende Kampffisch die namensgebende Art des Pugnax-Formenkreises wurde. Betta brederi („Javanischer Maulbrüter“), 1935 durch den amerikanischen Ichthyologen George Sprague Myers beschrieben, gilt heute als Synonym von Betta pugnax.

## Belege
1. ↑  Betta pugnax in der Roten Liste gefährdeter Arten der IUCN 2019. Eingestellt von: Low, B.W., 2019. Abgerufen am 6. November 2019.
2. ↑  Günther Sterba: Süsswasserfische der Welt. 2. Auflage. Urania, Leipzig/Jena/Berlin 1990, ISBN 3-332-00109-4. Seite 846 u. 847.
3. 1 2  Hans-Joachim Richter: Das Buch der Labyrinthfische. Verlag J. Neumann-Neudamm, 1983, ISBN 3-7888-0292-8. Seite 84, 86 u. 87.
4. ↑  Betta pugnax auf Fishbase.org (englisch)
5. ↑  Betta pugnax im Catalog of Fishes (englisch)
6. ↑  Bhinyo Panijpan, Chanon Kowasupat, Parames Laosinchai, Pintip Ruenwongsa, Amornrat Phongdara, Saengchan Senapin, Warapond Wanna, Kornsunee Phiwsaiya, Jens Kühne und Frédéric Fasquel: Southeast Asian mouth-brooding Betta fighting fish (Teleostei: Perciformes) species and their phylogenetic relationships based on mitochondrial COI and nuclear ITS1 DNA sequences and analyses. Meta Gene. 2014; 862–879. doi: 10.1016/j.mgene.2014.10.007